# Oasis de Buraimi

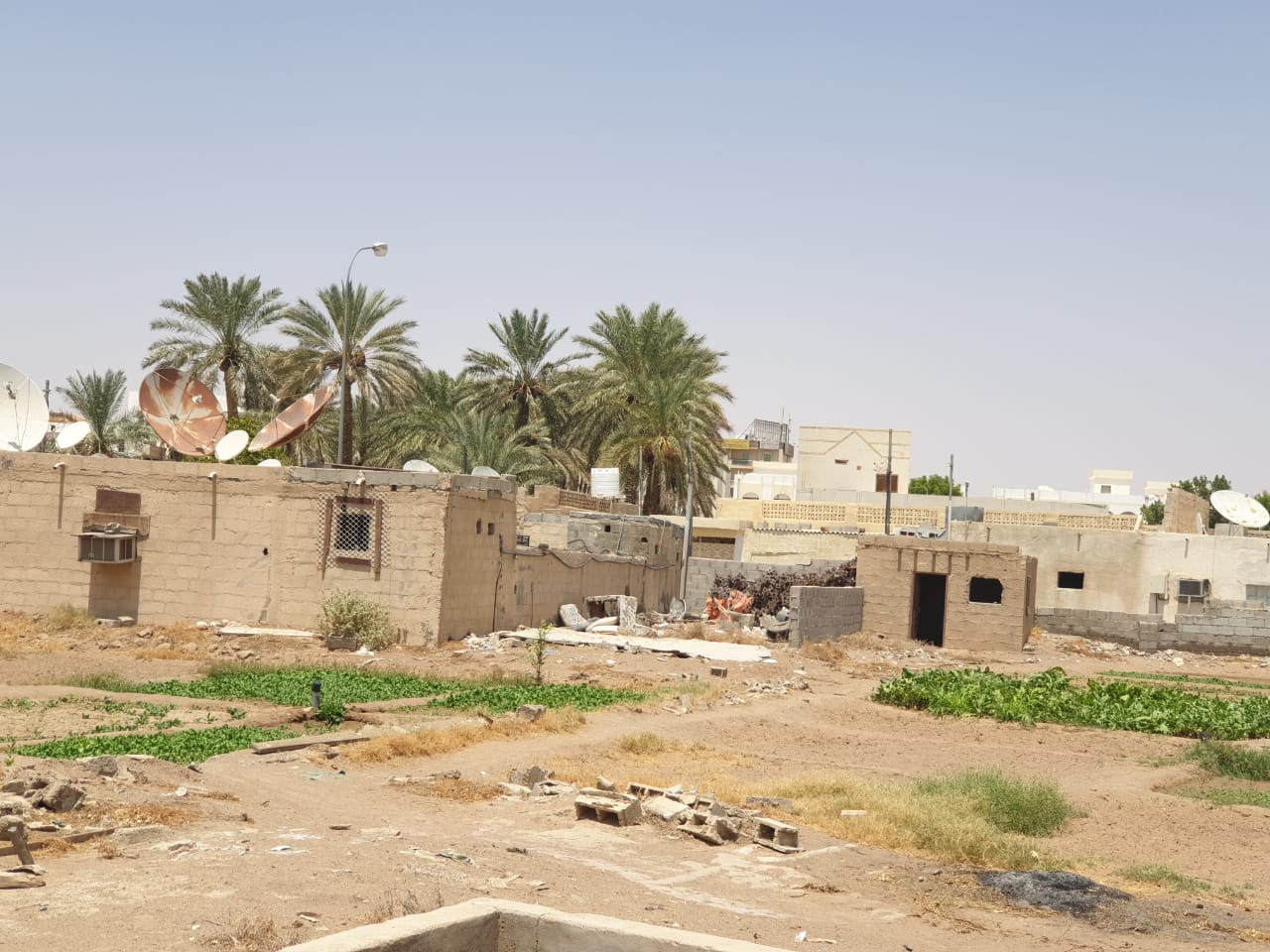
Quartier ancien de Sa'ra (صعراء), dans le gouvernorat d'Al Buraimi, Oman

Tawam (en arabe: تَوَام, Tawām), aussi Tuwwam, Ton'am ou Oasis de Buraimi (en arabe : وَاحَة ٱلْبُرَيْمِي, romanizado: Wāḥat Au-Buraymī), est une région historique de l'est de la péninsule arabique qui s'étendait depuis les montagnes de Hajar jusqu'à la côte du golfe Persique. Elle fait aujourd'hui partie des Émirats arabes unis et de l'ouest d'Oman,,. Ses principales villes sont les transfrontalières Al-Aïn et Al-Buraimi.

## Étymologie et géographie
Al-Aïn est la colonie principale dans la région de Al Aindel (Abou Dhabi) à la frontière orientale du pays avec Oman, où se trouve la ville adjacente de Al Buraimi,. La région se trouve à l'ouest des monts Hajar et du golfe d'Oman, et aux environs du désert de Rub al-Khali. Sur la côte du golfe Persique se trouve Jumeirah (Dubai), qui faisait probablement partie de cette région.
Le mot Tawam, qui signifie «jumeaux» en arabe, ferait référence à une paire d'alfaj (canaux d'irrigation) dans la région de Buraimi, identifiée grâce aux travaux de personnes telles que Salil ibn Raziq au XIXe siècle, Al-Tabari et Al-Muqaddasi au XXe siècle et Timothy Power, archéologue et professeur adjoint basé à Abu Dhabi, qui a contribué à la création du projet d'archéologie du paysage de l'oasis de Buraimi. La région est par ailleurs composée d'oasis qui dépendent de l'aflaj pour l'irrigation, comme celles d'Al-Ain et de Qattarah à Al-Aïn, et de Hamasa à Al-Buraim.[réf. nécessaire]

Au milieu du XIXe siècle, un érudit omanais, Salil ibn Raziq, a déclaré en substance que Buraimi s'appelait autrefois Tawam. Les gens s'en sont rendu compte, mais n'ont jamais examiné de manière critique les sources antérieures. Al Tabari parle d'une sphère d'influence perse le long de la région de Batina à Oman et d'une sphère d'influence arabe à l'intérieur des terres, dont la capitale se trouvait à un endroit appelé Tawam. Il traite des événements de 893/94, au cours desquels différentes factions locales s'affrontent pour savoir qui doit gouverner Oman. L'une de ces factions demande une aide extérieure aux Abbassides. Cette faction s'appelle Bani Sama et s'installe à Buraimi avant de s'installer à Sohar, de se faire appeler Wajihids et de prendre la tête de toute la région.
Timothy Power.

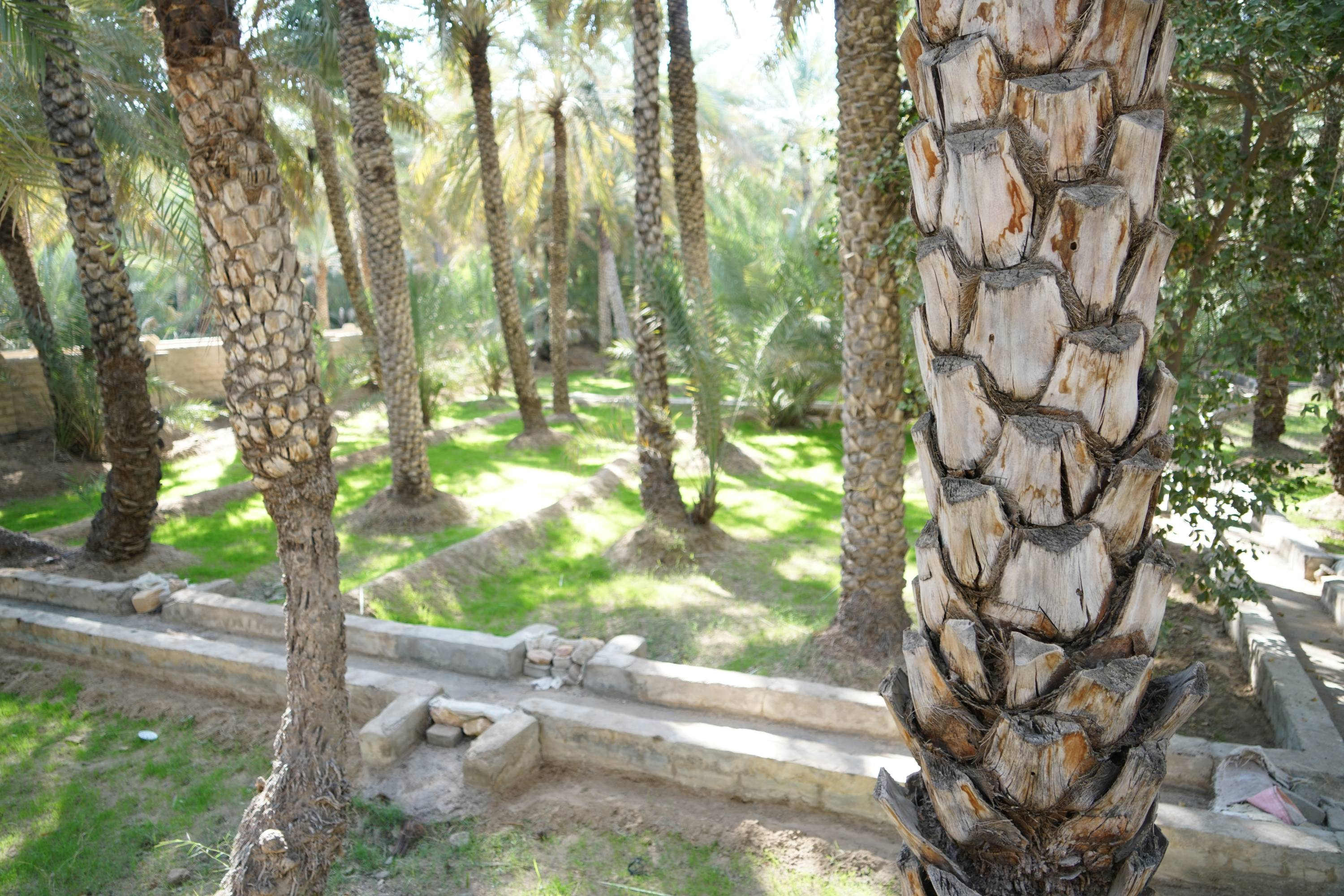
Un falaj (chaîne), oasis de Buraimi
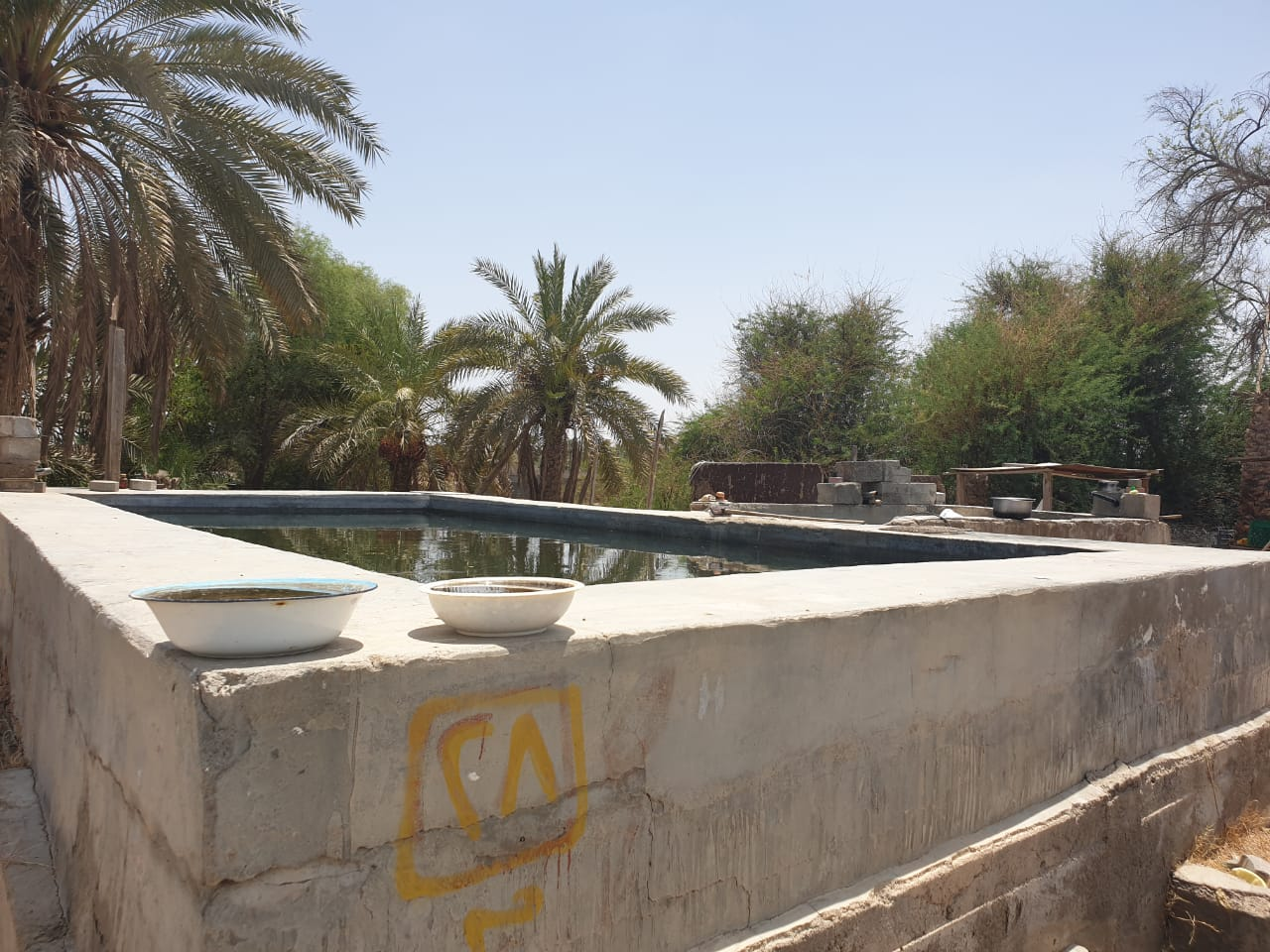
réservoir à Buraimi

## Histoire et préhistoire

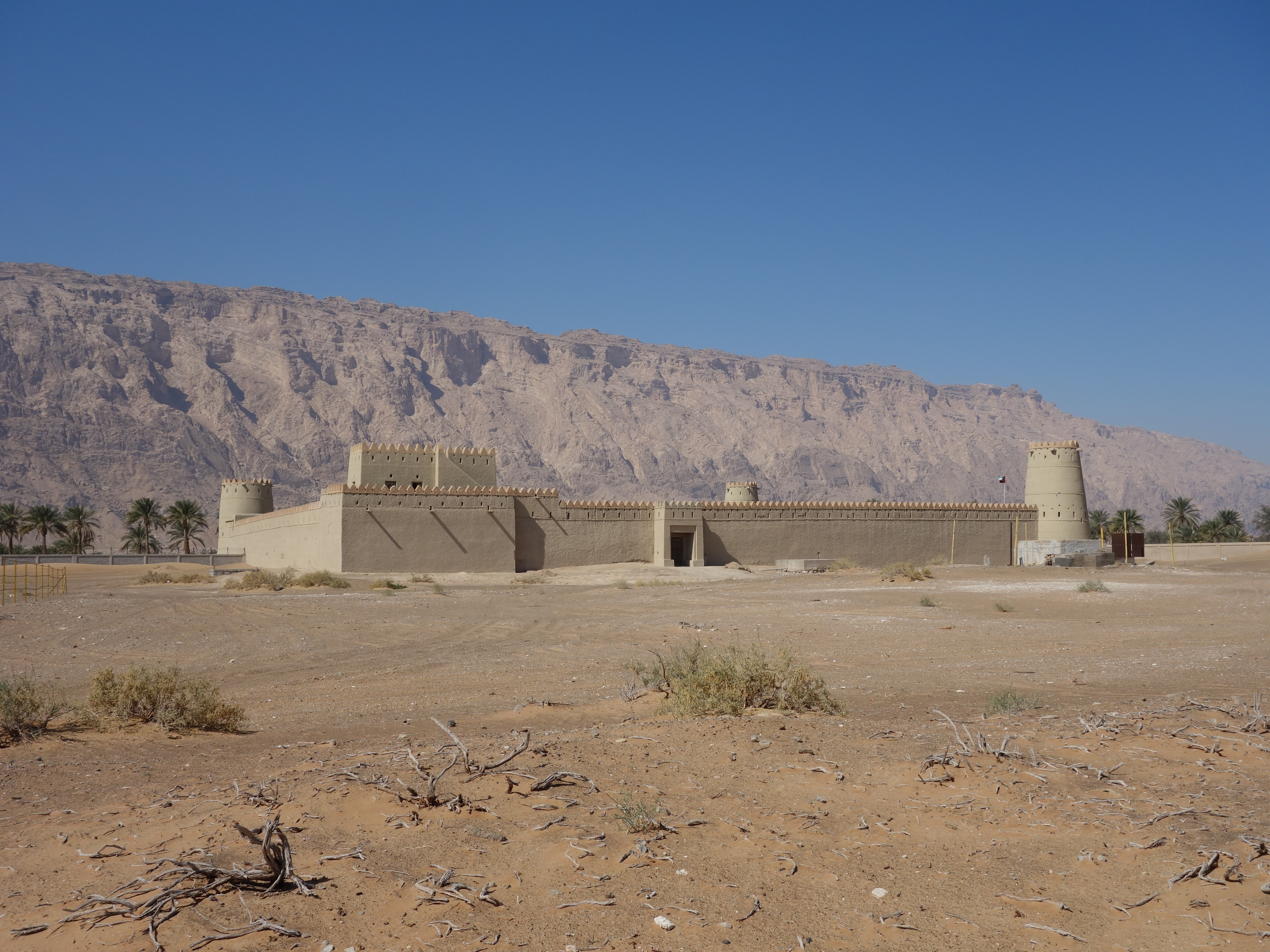
Fort de Mezyad, XIXe siècle (architecte inconnu).

Dans la région, des restes archéologiques datant de l'âge du bronze ont été découverts, aussi bien à Al-Rumailah, qu'à Hili et Jebel Hafeet. Durant l'Antiquité, les Arabes auraient utilisé la région comme lieu de rencontre et, comme Dibba, elle était taxée par Al-Julanda, client des Sassanides, qui rendait compte au Marzban (gouverneur militaire) perse, basé à Al-Rustaq, dans l'actuel Oman,.
Comme Dibba et l'actuel Ras al-Khaimah, la région fut un témoin d'événements importants de l'histoire islamique au cours des époques Rachidique, Omeyyades et Abbasside.
À l'époque de l'âge d'or islamique (fin du haut Moyen Âge européen) la région, avec sa capitale Tawam, possède une sphère d'influence importante pour les Arabes. Les poteries et autres matériaux trouvés ici auraient été importés de Mésopotamie, d'Inde et de Chine.
À cette époque, Sohar, situé à l'est de cette région, était un port commercial si important sur la côte du golfe d'Oman qu'il était considéré comme le «Dubaï ou Singapour de l'époque». Une mosquée, considérée comme la plus ancienne du pays, a été découverte à proximité de la mosquée Sheikh Khalifa à Al-Ain par le Dr Walid Al Tikriti, ainsi qu'un falaj, un groupe de maisons et un village datant du IXe ou Xe siècle.
Bénéficiant d'une position stratégique près du Hajar occidental, la région constituait une étape importante pour les personnes et les caravanes voyageant entre les montagnes et d'autres régions d'Arabie, telles qu'Al-Hassa. La région, riche en palmiers-dattiers, n'était pas seulement importante pour le commerce, mais était également utilisée par certains pour le trafic d'esclaves, de femmes ou d'enfants, des siècles avant la fondation des Émirats arabes unis.